# Эффект Шоттки
Эмиссии электронов из металла препятствует потенциальный барьер. Снижение этого барьера по мере увеличения прилагаемого внешнего электрического поля называется эффектом Шоттки (был предсказан Вальтером Шоттки в 1938 году). 
Рассмотрим сначала систему металл-вакуум. Минимальная энергия, которую необходимо передать электрону на уровне Ферми, чтобы он покинул металл, называется работой выхода {\displaystyle q\phi _{m}} ({\displaystyle q\phi _{m}} измеряется в электронвольтах). Для типичных металлов величина {\displaystyle q\phi _{m}} колеблется в районе 2—6 эВ и чувствительна к загрязнению поверхности.
Электрон, который находится в условиях вакуума на некотором расстоянии {\displaystyle x} от поверхности металла, индуцирует на поверхности положительный заряд. Сила притяжения между электроном и этим индуцированным поверхностным зарядом равна по величине силе притяжения к эффективному положительному заряду {\displaystyle +q,} который называют зарядом изображения. Эта сила, которая также называется силой изображения, равна:
{\displaystyle F={\frac {-q^{2}}{4\pi (2x)^{2}\varepsilon _{0}}}={\frac {-q^{2}}{16\pi \varepsilon _{0}x^{2}}},}
где {\displaystyle \varepsilon _{0}} — электрическая постоянная вакуума. Работа, которую нужно совершить, чтобы переместить электрон из точки {\displaystyle x} на бесконечность, равна:
{\displaystyle W(x)=\int _{x}^{\infty }F\,dx={\frac {q^{2}}{16\pi \varepsilon _{0}x}},}
Эта работа отвечает потенциальной энергии электрона на расстоянии {\displaystyle x} от поверхности. Зависимость {\displaystyle W(x)} обычно изображается на диаграммах прямой линией.
Если в системе есть внешнее электрическое поле {\displaystyle E,} то потенциальная энергия электрона {\displaystyle W_{P}} будет равна сумме:
{\displaystyle W_{P}(x)={\frac {q^{2}}{16\pi \varepsilon _{0}x}}+qEx.}
Снижение барьера Шоттки {\displaystyle \Delta \phi } и расстояние {\displaystyle x_{m},} при котором величина потенциала достигает максимума, определяется из условия {\displaystyle {\frac {d[W_{P}(x)]}{dx}}=0}. Откуда находим:
{\displaystyle x_{m}={\sqrt {\frac {q}{16\pi \varepsilon _{0}E}}},}
{\displaystyle \Delta \phi ={\sqrt {\frac {q^{3}E}{4\pi \varepsilon _{0}}}}=2Ex_{m}.}
Из этих уравнений находим значение снижения барьера и расстояние: {\displaystyle \Delta \phi =0{,}12} В, {\displaystyle x_{m}=6} нм при {\displaystyle E=10^{5}} В/см и {\displaystyle \Delta \phi =1{,}2} В, {\displaystyle x_{m}=0{,}6} нм при {\displaystyle E=10^{7}} В/см. Таким образом показано, что сильное электрическое поле вызывает значительное снижение барьера Шоттки. Вследствие этого эффективная работа выхода из металла для термоэлектронной эмиссии {\displaystyle q\ \phi _{B}} уменьшается.
Полученные выше результаты могут быть перенесены на системы металл-полупроводник. В данном случае электрическое поле {\displaystyle E} заменяется полем в полупроводнике вблизи границы раздела (где он достигает своего максимального значения), а диэлектрическая проницаемость вакуума {\displaystyle \varepsilon _{0}} заменяется диэлектрической проницаемостью полупроводника ({\displaystyle \varepsilon _{s}}), то есть:
{\displaystyle \Delta \phi ={\sqrt {\frac {q^{3}E}{4\pi \varepsilon _{s}}}}.}
Значение ({\displaystyle \varepsilon _{s}}) может отличаться от статической диэлектрической проницаемости полупроводника. Это связано с тем, что если время пролёта электрона от поверхности раздела металл-полупроводник в точку {\displaystyle x_{m}} ({\displaystyle x_{m}} — точка, где потенциальная энергия достигает своего максимального значения) меньше времени диэлектрической релаксации полупроводника, то последний не успевает поляризоваться. Поэтому экспериментальные значение диэлектрической проницаемости могут быть меньшими статической (низкочастотной) проницаемости. В кремнии эти величины практически совпадают между собой.
Эффективная диэлектрическая проницаемость {\displaystyle \varepsilon _{s}/\varepsilon _{0}} для контакта золото-кремний, определённая по результатам фотоэлектрических измерений. На практике имеем, что эффективная диэлектрическая проницаемость сил изображения находится в диапазоне 11,5—12,5. При {\displaystyle \varepsilon _{s}/\varepsilon _{0}=12} расстояние {\displaystyle x_{m}} меняется от 1 до 5 нм в диапазоне изменений электрического поля около {\displaystyle E=10^{3}\div 10^{5}} В/см. Если учесть, что скорость носителей около {\displaystyle 10^{7}} см/с, их время пролёта будет {\displaystyle (1\div 5)\cdot 10^{-14}} с. Оказывается, что диэлектрическая проницаемость, полученная при учёте силы изображения, близка к значению проницаемости (~12) для электромагнитного излучения соответствующих частот (с длиной волны 3—15 мкм). Поскольку диэлектрическая проницаемость кремния практически постоянна в диапазоне частот от нуля, соответствующей длине волны {\displaystyle \lambda =1,}[прояснить] в пролётах электрона через обеднённый слой кристаллическая решётка успевает поляризоваться. Поэтому значения диэлектрической проницаемости, полученные в фотоэлектрических и оптических опытах, близки друг к другу. Германий и арсенид галлия имеют аналогичные частотные зависимости диэлектрической проницаемости. Поэтому можно предположить, что в случае этих полупроводников значение диэлектрической проницаемости, определяющего силы изображения, в указанном выше интервале полей примерно совпадает со статичными значениями.
Эффект Шоттки используется в полупроводниковой технике и реализован в диодах Шоттки, имеющих высокое быстродействие, так как эти приборы работают только на основных носителях заряда и в них не происходит накопление неосновных носителей в обеднённом слое, вследствие чего они имеют очень малое время обратного восстановления. Эффект использовался в уже вышедших из применения медно-закисных выпрямителях.